# Sammy Sullivan
Samantha Sullivan (22 de maio de 1998) é uma jogadora de rugby sevens estadunidense.
Originalmente de Fayetteville, Carolina do Norte, Sullivan passou quatro anos na Academia Militar dos Estados Unidos em West Point, Nova York, onde jogou no time feminino de rúgbi por três temporadas e meia. Sua temporada de 7s da primavera de 2020 foi cancelada devido à COVID-19. Sullivan jogou rúgbi 7s e 15s como uma Cavaleira Negra do Exército.

## Carreira
Depois de se formar na Jack Britt High School em Fayetteville, Sullivan se matriculou em West Point no outono de 2016. Ela se juntou ao programa de rúgbi no início de seu primeiro ano e se tornou titular em apenas três jogos. Sullivan jogou 15s no outono e 7s na primavera. Durante seu tempo como Black Knight, Sullivan ganhou muitos elogios, tornando-se 3x NIRA 15s All-American (2017, 2018, 2019), vencedora do prêmio Prusmack de 2019, MVP do Collegiate Rugby Championship Tournament de 2019 e uma honraria do HSBC All-Academic Team (2019–20). Sullivan se tornou a primeira vencedora do prêmio Army Athletic Association Award (AAA) de rúgbi.
Em 2022, Sullivan fez sua estreia no XVs USA Rugby em 2022 Pacific Four Series contra o Canadá, sua estreia na Seleção Nacional USA Sevens durante a Copa do Mundo de Rugby Sevens de 2022 na Cidade do Cabo, e sua estreia na World Rugby Series no Dubai Sevens em dezembro. Na Copa do Mundo de Rugby Sevens de 2022, a equipe perdeu para a França na disputa pela medalha de bronze e terminou em quarto lugar na classificação geral.
Sullivan foi nomeada para a equipe feminina de sevens dos Estados Unidos para as Olimpíadas de Verão de 2024 em Paris. Seu time derrotou a Austrália na disputa pela medalha de bronze e ganhou a primeira medalha olímpica dos EUA em sevens.